# El vuit

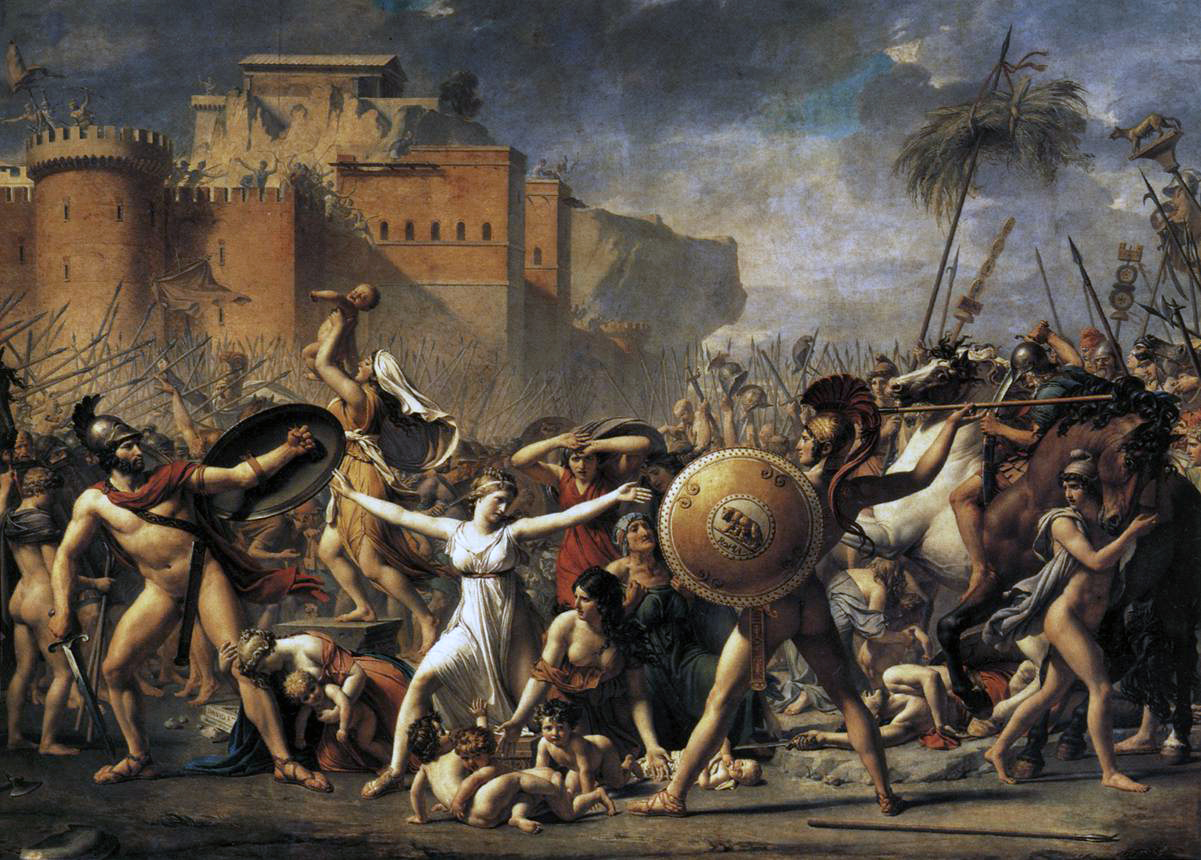
El rapte de les savines,1799, per Jacques Louis David, oli sobre llenç, 385 x 522 cm, Museu del Louvre, París, oli descrit en la novel·la.

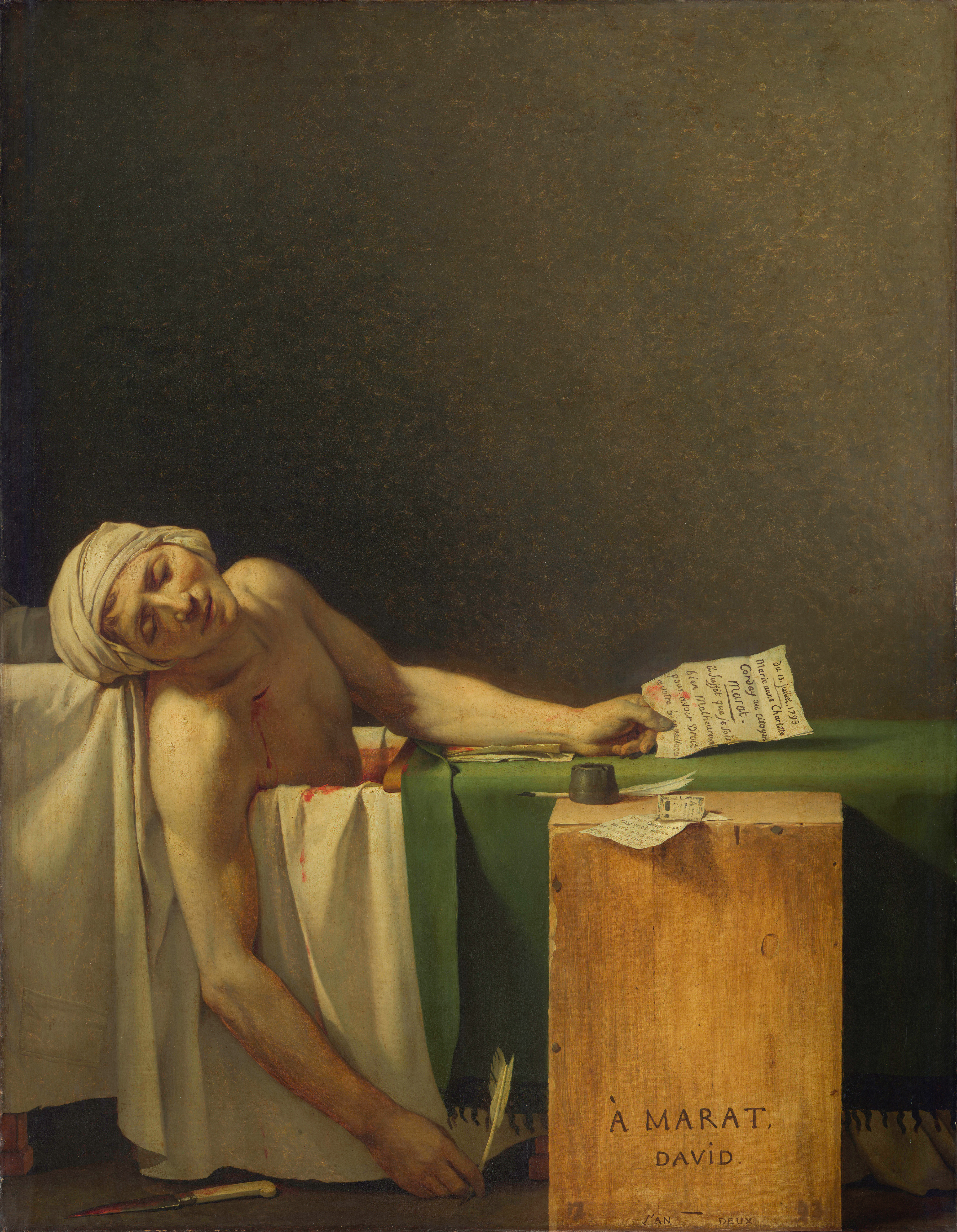
La mort de Marat (1793), per Jacques Louis David, mort descrita en la novel·la.

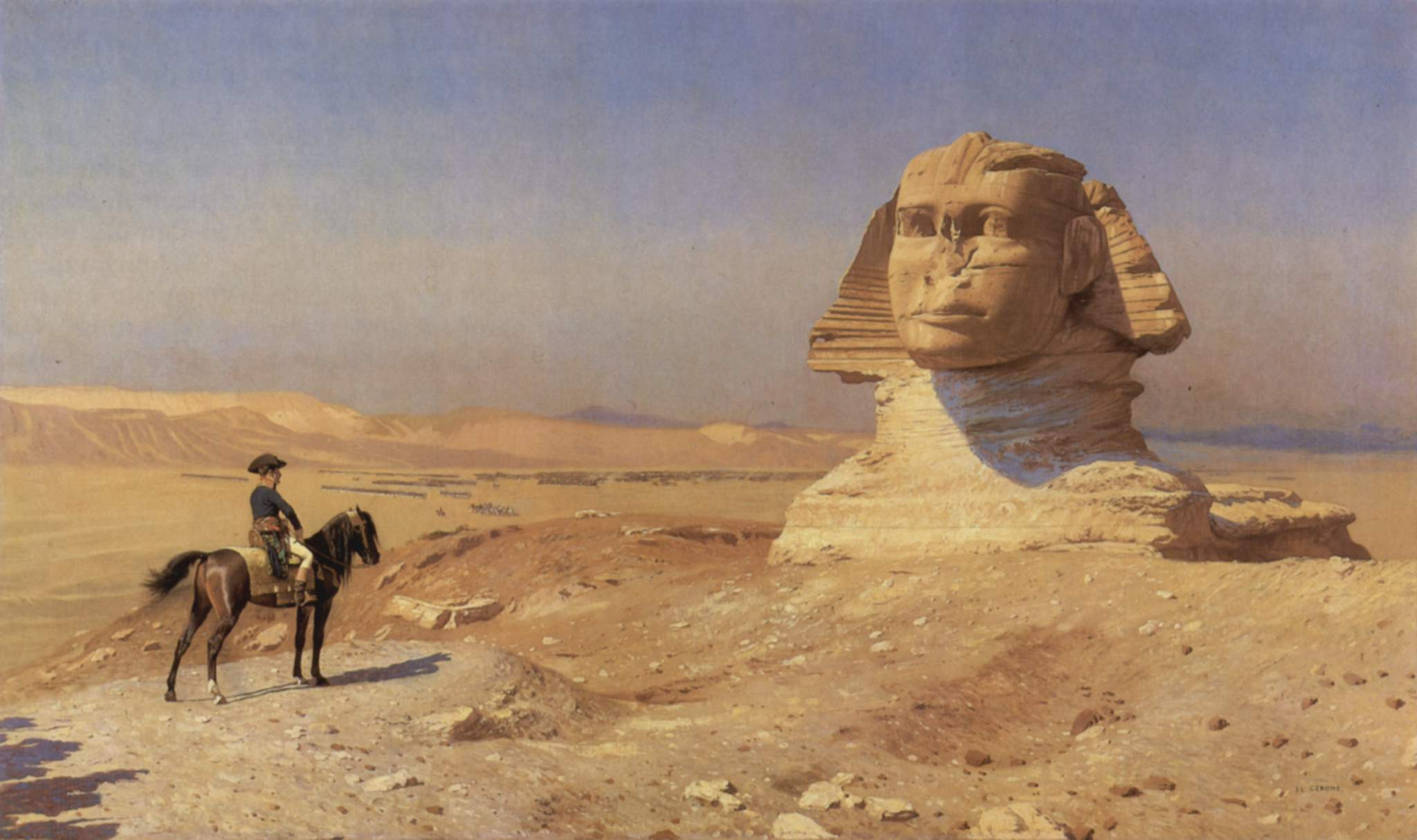
Bonaparte davant l'esfinx, de Jean-Léon Gérôme, c. 1868. L'expedició de Napoleó a Egipte també apareix en la novel·la.

El vuit és una novel·la de Katherine Neville, publicada en 1988, la qual es va convertir immediatament en un èxit de vendes.
La novel·la es desenvolupa a Europa, al llarg d'un període de gairebé 200 anys, des de 1790 fins a 1973, S'hi donen a conèixer els singulars propietaris de les peces d'escacs que protagonitzen el relat, els crims que van cometre aquelles persones i la relació que van sostenir amb grans figures del seu temps, com ara: Napoleó, Robespierre, Rousseau, Giacomo Casanova, Voltaire, Isaac Newton o Caterina la Gran.

## Argument
Catherine Velis, experta en ordinadors i aficionada a les matemàtiques, es veu involucrada en la perillosa cerca d'un joc d'escacs llegendari que va pertànyer a Carlemany i que presumptament es troba a Algèria. Es tracta de l'encàrrec d'una marxant d'antiguitats. Entre les peces d'aquest joc s'amaga una antiga fórmula vinculada a l'alquímia i a la maçoneria. Si Catherine aconsegueix aquestes peces, obtindrà a canvi una generosa recompensa.
La novel·la explica la història d'aquest joc enterrat des de fa mil anys sota el terra en l'abadia de Montglane i l'ànsia de certs individus per recuperar-ho. Segons sembla, tots aquells que intenten aconseguir el joc corren un greu perill.
La història comença el 1790 amb Valentine i Mireille, novícies de l'abadia de Montglane. Quan l'abadia tanca, ambdues noies, emportant-se diverses peces del joc d'escacs, se'n van a viure amb el pintor Jacques-Louis David. Aquest les presenta a Charles Maurici de Talleyrand-Périgord, qui coneix alguns detalls de la història dels escacs de Montglane.
Aquesta part de la novel·la es contextualitza en l'època de la Revolució Francesa, donant peu a l'aparició de personatges històrics com Marat, Robespierre o Caterina la Gran.
200 anys més tard és quan apareix Catherine Velis, qui, sense voler-ho, es veurà embolicada en la cerca dels escacs. Un seguit de misteris succeiran al seu voltant, incloent alguns assassinats. Catherine coneixerà al misteriós jugador Alexander Solarin, qui l'avisarà del perill imminent que corre. A Algèria descobrirà que la història dels escacs de Montglane segueix més viva que mai i que ningú és realment qui sembla o qui diu ser.

## Descripció dels Escacs de Montglane (Shatranj)
Al principi de la novel·la es descriuen amb certa cura alguns detalls del joc d'escacs de Montglane. En realitat es tracta d'un joc de taula anomenat xatranj, precursor dels actuals escacs, i derivat d'un joc de taula indi, encara més antic, anomenat xaturanga.
| «                            | El tauler, forjat exclusivament en plata i or, mesurava un metre sencer per cada costat. Les peces, de metalls preciosos afiligranats, estaven adornats amb robins, safirs, diamants i maragdes sense tallar però perfectament enllustrats, i alguns aconseguien la mida d'ous de guatlla. Fulguraven i resplendien amb la llum dels fanals del pati i semblaven brillar amb una llum interior que hipnotitzava a qui els contemplava. La peça anomenada sha o rei feia quinze centímetres d'altura i representava a un home coronat que muntava a lloms d'un elefant. La reina, dama o 'ferz' anava en una cadira de mans tancada i sembrada de pedres precioses. Els alfils o bisbes eren elefants amb les cadires de muntar incrustades de rares gemmes i els cavalls o cavallers estan representats per corsers àrabs salvatges; les torres o castells es deien ruji, que en àrab significa carro. Eren grans camells que sobre els lloms portaven cadires semblants a torres. Els peons eren humils soldats d'infanteria de set centímetres d'altura, amb petites joies en lloc d'ulls i pedres precioses que esquitxaven les empunyadures de les seves espases. | » |
| — Katherine Neville, El ocho | |   |

## Personatges
- Mireille de Rémy.
- Valentine de Rémy.
- Hélène de Roque - Abadessa de l'Ordre de Montglane.
- Alexandrine de Forbin - De l'Abadia de les Dames.
- Marie-Charlotte Corday - De l'Abadia de les Dames.
- Bisbe de Autun/Charles Maurice de Talleyrand-Périgord - President de l'Assemblea.
- Germaine Necker/Madame de Staël - Dama influent de la societat francesa durant la revolució.
- Carolus Magnus/Carlemany - Màxim sobirà de l'Imperi Franc.
- Garin el franc/Garin de Montglane - Soldat de l'exèrcit occidental i millor ajedrecista del regne.
- Jacques Louis David - Pintor, membre de l'Assemblea i oncle de Valentine.
- Catalina la Gran/Sofia de Anhalt-Zerbst - Tsarina de totes les Rússies.
- Pablo I de Rússia - Tsar de Rússia, fill de Catalina la Gran.
- Alejandro I de Rússia - Tsar de Rússia, fill de Pablo I.
- Jean-Baptiste Joseph Fourier - Matemàtic i físic francès.
- Eugène Delacroix - Pintor francès.
- Catherine Grand/Noëlle-Catherine Worlée - Ve de l'Índia.
- Leonhard Euler - Matemàtic.
- Llewellyn - Germà de Blanche Rad.
- Harry Rad - Empresari de pells Novaiorquès.
- Blanche Rad - Cognom de soltera, Blanche Regina (jugadora rellevant)
- El-Marad - Jugador d'origen algerià.
- Lily Rad - Filla de Harry i Blanche Rad, escaquista destacada als Estats Units.
- Saul - Xòfer dels Rad.
- Catherine Velis - Experta en ordinadors.
- Carioca - Gos de Lily Rad.
- Boswell - Porter de la casa de Catherine Velis.
- Ladislaus Nim - Gran físic i expert en ordinadors.
- Alexei Solarin - Escaquista rus, considerat un dels millors del món i expert en acústica.
- John Hermanold - Patrocinador del Torneig d'escacs Hermanold.
- Antony Fiske - Gran Mestre d'escacs Britànics.
- André Philidor - Pare dels escacs moderns i compositor d'òpera.
- Letizia Ramolino Bonaparte
- Napoleó Bonaparte
- Élisa Bonaparte
- Emile Kamel Kader
- Jean Paul Marat - Membre de l'Assemblea.
- Benedict Arnold - Brigadier general de l'exèrcit britànic.
- William Blake - Poeta i pintor anglès.
- William Wordsworth - Poeta romàntic anglès.
- James Boswell - Escriptor escocès.
- Houari Boumédiène - President algerià.
- Faisal bin Abdelaziz - Rei d'Aràbia saudita.
- Moammar al-Gaddafi - Militar libi.